# ブッケリ
ブッケリ（イタリア語: Buccheri, シチリア語: Bucchièri）は、イタリア共和国シチリア州シラクーザ県にある、人口約1,900人の基礎自治体（コムーネ）。

## 地理

### 位置・広がり

#### 隣接コムーネ
隣接するコムーネは以下の通り。括弧内のRGはラグーザ県、CTはカターニア県所属を示す。
- ブシェーミ
- カルレンティーニ
- フェルラ
- フランコフォンテ
- ジャッラターナ (RG)
- ヴィッツィーニ (CT)